# Monanthotaxis faulknerae
Monanthotaxis faulknerae är en kirimojaväxtart som beskrevs av Bernard Verdcourt. Monanthotaxis faulknerae ingår i släktet Monanthotaxis och familjen kirimojaväxter. IUCN kategoriserar arten globalt som starkt hotad. Inga underarter finns listade i Catalogue of Life.